# Svante Tuveson
Svante Birger Tuveson, född 14 mars 1909 i Lyby, Malmöhus län, död 30 januari 1983 i Hyllie församling, var en svensk målare och tecknare. 
Han var son till möbelsnickaren Jöns Tuvesson och Signe Månsson. Tuveson utbildade sig först till yrkesmålare och blev målargesäll 1928. Under sin period som målare tog han upp det konstnärliga måleriet och vid sidan av sina självstudier tog han lektioner för Otte Sköld i Köpenhamn. Han fortsatt sina studier vid Skånska målarskolan 1930  och vid Maison Watteau i Paris 1931. Därefter arbetade han som konstnär men gjorde kortare inhopp som yrkesmålare fram till slutet av 1930-talet. Han besökte ett tiotal länder i Europa och 1937 cyklade han mellan olika europeiska städer för att besöka museer och gallerier. Han reste till Finland 1938 och vistades då en period på Valamo kloster vid Ladoga och som Skånes konstförenings stipendiat vistades han i Frankrike och Schweiz 1950. Han tilldelades Thekla Edstrands stipendium 1951. Separat ställde han bland annat ut på Malmö rådhus, Galleri Modern konst, SDS-hallen och Malmö museum samtliga i Malmö samt i Helsingborg och Limhamn. Sedan 1930 medverkade han regelbundet i Skånes konstförenings salonger i Malmö och han medverkade i konstnärsgruppen Blandningens utställningar i Malmö 1938 Landskrona 1939 och Ystad 1956. Han var representerad i utställningen Tio skånska konstnärer som visades på Färg och Form i Stockholm 1944 och i utställningen med skånsk konst på De ungas salong i Stockholm 1945 samt på Charlottenborg i Köpenhamn 1946 och i ett stort antal utställningar av provinsiell karaktär i bland annat Kristianstad, Trelleborg, Eslöv och Landskrona. Tillsammans med Richard Björklund och Helge Cardell ställde han ut på galleri Thalia och tillsammans med Georg Nilsson och Karin Lindberg-Lundkvist i Lomma. Hans konst består av figurer, gestalter, masker, skuggor och konturer som speglar naturen eller tecken i skyn, utförda i olja, akvarell, krita eller teckning. Tuveson är representerad vid bland annat Malmö museum och Landskrona museum. 